# Stazione di Cheongnyangni
La stazione di Cheongnyangni (청량리역, 淸凉里驛, Cheongryangri-yeok) è il principale scalo ferroviario della parte orientale di Seul, e si trova nel quartiere di Dongdaemun-gu. Da qui partono i treni diretti verso la parte orientale della penisola coreana, e in particolare con le città di Gangneung, Andong, Wonju e Jecheon e Gyeongju. La stazione è servita anche dalla linea Jungang, che all'interno dell'area metropolitana di Seul funge da ferrovia suburbana metropolitana, e dalla Linea 1 della metropolitana di Seul, che dispone di 2 binari sotterranei.

## Storia
La stazione è stata rinnovata nel 2010.

## Linee e servizi
Korail
■ Linea Gyeongwon (inclusa la Linea 1)
■ Linea Jungang (inclusa la linea Gyeongchun)

## Binari
| 1-2 | ●Linea Gyeongchun | ITX per Chuncheon      | Direzione Gapyeong e Chuncheon                                |
| 3   | ●Linea Jungang    | Espressi e locali      | Direzione Deokso, Paldang, Yangpyeong e Yongmun               |
| 4   | ●Linea Jungang    | Espressi, locali e ITX | Direzione Yongsan                                             |
| 5-6 | Non in uso        | Non in uso             | Non in uso                                                    |
| 7-8 | Linea Jungang     | Treni Mugunghwa        | Direzione Wonju. Jecheon, Andong, Gyeongju, Bujeon, Gangneung |

## Stazioni adiacenti

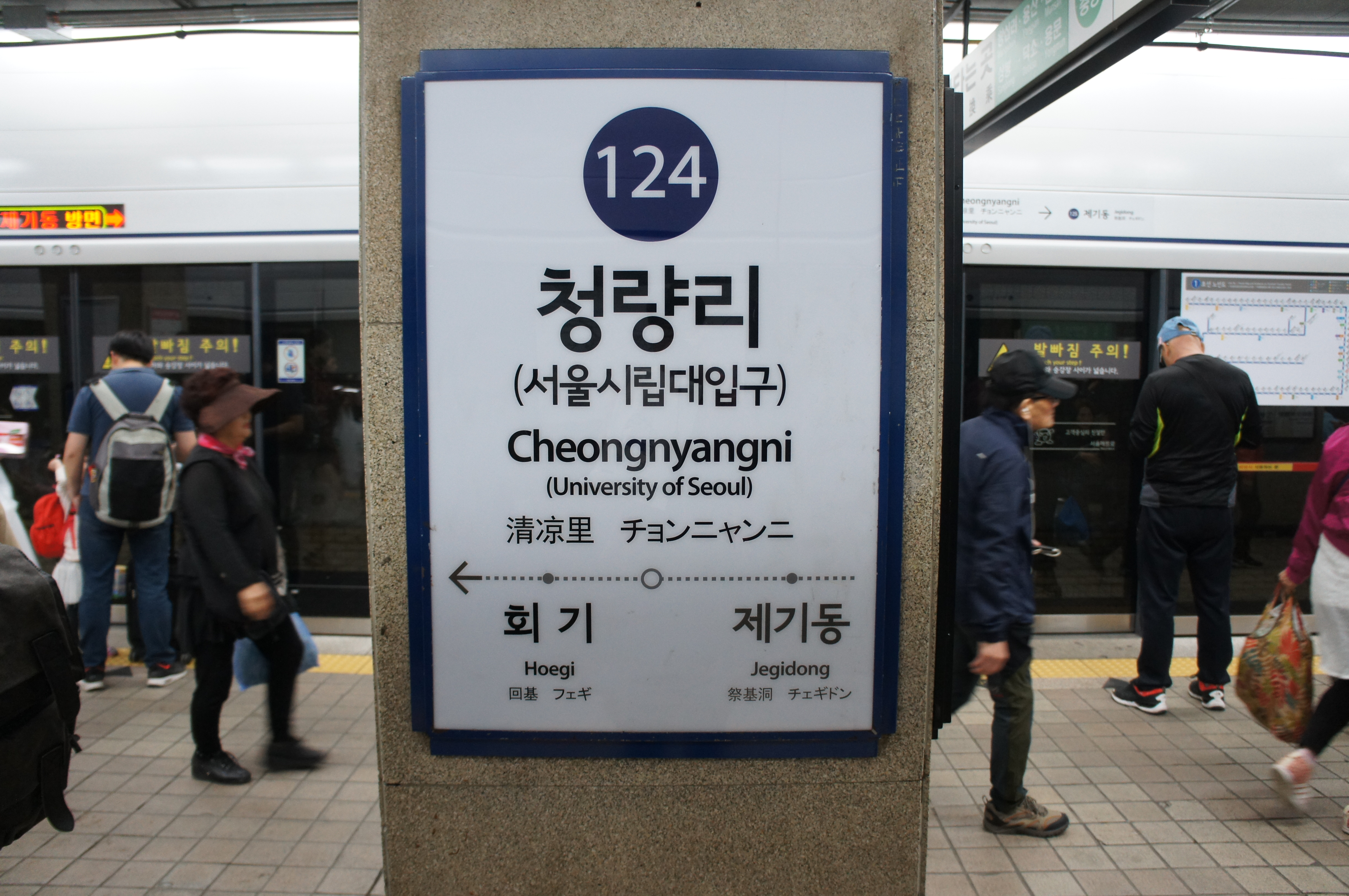
Vista della targa di stazione

| «                              | Servizio                        | »          |
| Linea 1                        | Linea 1                         | Linea 1    |
| ------------------------------ | ------------------------------- | ---------- |
| Hoegi                          | Locale Espresso                 | Jegi-dong  |
| Linea Jungang Linea Gyeongchun |                                 |            |
| Wangsimni                      | Locale Jungang Espresso Jungang | Hoegi      |
| Mugunghwa                      |                                 |            |
| Capolinea                      | Saemaeul Mugunghwa Taebaek      | Yangpyeong |
| Capolinea                      | Mugunghwa Jungang/Taebaek       | Deokso     |
| ITX - Cheongchun               |                                 |            |
| Wangsimni                      | ITX - Cheongchun                | Sangbong   |
| O-Train                        |                                 |            |
| Seul                           | O-Train                         | Jecheon    |